# Liste der Baudenkmale in Sanitz
In der Liste der Baudenkmale in Sanitz sind alle Baudenkmale der Gemeinde Sanitz (Landkreis Rostock) und ihrer Ortsteile aufgelistet (Stand 10. Februar 2021).

## Sanitz
| ID  | Lage                              | Bezeichnung                                               | Beschreibung | Bild                                                      |
| --- | --------------------------------- | --------------------------------------------------------- | --- | --------------------------------------------------------- |
| 631 | Bahnhofstraße 1 (Karte)           | Post                                                      | | Post                                                      |
| 632 | Bahnhofstraße 5 (Karte)           | Bahnhof und Toilettengebäude (Empfangsgebäude)            | | Bahnhof und Toilettengebäude (Empfangsgebäude)            |
| 633 | Friedhofsweg 4 (Karte)            | Schmiede mit Wohnhaus, kleinem und großem Stall und Pumpe | | Schmiede mit Wohnhaus, kleinem und großem Stall und Pumpe |
| 639 | Friedhofsweg (Karte)              | Kriegerdenkmal 1914/18 (umgesetzt 1996)                   | | Kriegerdenkmal 1914/18 (umgesetzt 1996)                   |
| 637 | Fritz-Reuter-Straße (Karte)       | Kirche                                                    | Romanisch / gotische Feldsteinkirche vom 13. Jahrhundert mit gewölbtem, leicht eingezogenem Chor und Langhaus; wuchtiger quadr. Turm mit Pyramidendach; Kanzel von 1694, klassizistischer Altar von 1811. | Weitere Bilder                                            |
| 634 | Fritz-Reuter-Straße 16 (Karte)    | Pfarrhaus mit Garten und Pumpe                            | | Pfarrhaus mit Garten und Pumpe                            |
| 635 | Fritz-Reuter-Straße 27/28 (Karte) | Wohnhaus                                                  | | Wohnhaus                                                  |
| 636 | Fritz-Reuter-Straße 31 (Karte)    | Wohnhaus mit Pumpe                                        | |                                                           |

## Groß Lüsewitz
| ID  | Lage                          | Bezeichnung              | Beschreibung                   | Bild           |
| --- | ----------------------------- | ------------------------ | ------------------------------ | -------------- |
| 284 | Am Moorweg 31 (Karte)         | Speicher                 |                                |                |
| 289 | Lindenstraße 20 (Karte)       | Schafstall               | wurde mittlerweile abgerissen. |                |
| 290 | Lindenstraße 21 (Karte)       | Mosaik                   |                                |                |
| 291 | Zum Buchenkopf 2 (Karte)      | Bahnhof, Empfangsgebäude |                                |                |
| 292 | Lindenstraße                  | Lindenallee              |                                |                |
| 285 | Rudolf-Schick-Platz 2 (Karte) | Schloss mit Park         |                                | Weitere Bilder |

## Gubkow
| ID  | Lage      | Bezeichnung                    | Beschreibung | Bild |
| --- | --------- | ------------------------------ | ------------ | ---- |
| 303 | Am Hofsee | Park der ehemaligen Gutsanlage |              |      |

## Niekrenz
| ID     | Lage                             | Bezeichnung                     | Beschreibung | Bild |
| ------ | -------------------------------- | ------------------------------- | --- | ---- |
| 299    | Behrendhof 1 (Karte)             | Wohnhaus                        | |      |
| 554    | Niekrenzer Dorfstraße 40 (Karte) | Gutshaus mit Park               | 2-gesch., 12-achs. Putzbau von nach 1878 mit Mittelrisalit und Altan; Gut u. a. der Familien du Puits (1695–1798), von Levetzow (ab 1801) und Stever (ab 1813). |      |
| zu 554 | Niekrenzer Dorfstraße 40a        | Feldsteinstall                  | 2-gesch. unsanierter Feldsteinbau mit Satteldach |      |
| zu 554 | Niekrenzer Dorfstraße 36 (Karte) | Feldsteinstall (jetzt Wohnhaus) | 2-gesch. sanierter Feldsteinbau mit Satteldach. |      |

## Teutendorf
| ID  | Lage           | Bezeichnung                                      | Beschreibung                                                                                                  | Bild |
| --- | -------------- | ------------------------------------------------ | --- | ---- |
| 734 | Nr. 19 (Karte) | Gutshaus und Park mit Mausoleum (Flotow-Kapelle) | Klassizistischer, sanierter, 1-gesch., 9-achs. Putzbau von um 1800 mit Krüppelwalm und 2-gesch. Mittelrisalit |      |

## Wendfeld
| ID  | Lage          | Bezeichnung | Beschreibung | Bild |
| --- | ------------- | ----------- | ------------ | ---- |
| 757 | Nr. 9 (Karte) | Gutshaus    |              |      |

## Ehemalige Baudenkmale
Im Vergleich zur Denkmalliste 2007 ist nicht mehr enthalten:

### Sanitz
| ID | Lage                        | Bezeichnung | Beschreibung | Bild |
| -- | --------------------------- | ----------- | ------------ | ---- |
|    | Sanitz, Rostocker Straße 38 | Wohnhaus    |              |      |

### Wendfeld
| ID | Lage             | Bezeichnung                                     | Beschreibung | Bild |
| -- | ---------------- | ----------------------------------------------- | ------------ | ---- |
|    | Wendfeld, Nr. 11 | ehem. Maschinen-Traktoren-Station, Hauptgebäude |              |      |

## Quelle
Denkmalliste des Landkreises Rostock A ‐ Z (Stand: 10. Februar 2021; PDF, 497 KB)